# Безвременник осенний
Безвре́менник осе́нний (лат. Cólchicum autumnále) — вид травянистых луковичных ядовитых растений из рода Безвременник семейства Безвременниковые (Colchicaceae). 

## Распространение
Растёт обычно на сырых лугах. Естественный ареал вида — почти вся Европа (кроме Скандинавии); растение встречается в западной и южной России.

## Ботаническое описание

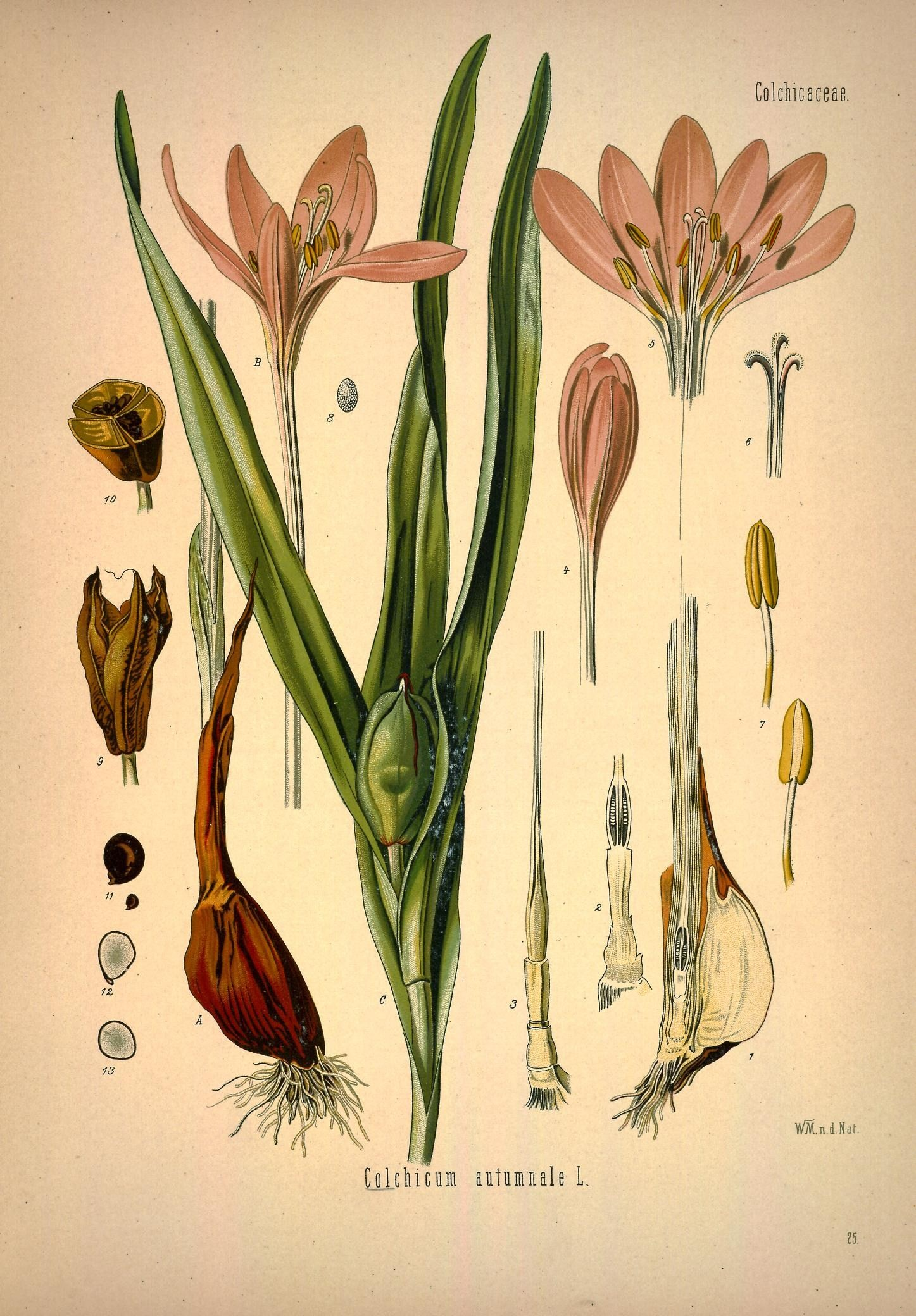

Безвременник осенний — клубнелуковичное многолетнее растение. Клубнелуковицы продолговатые, с одной стороны выпуклые, с другой — почти плоские, до 7 см длины и 3 см в диаметре, одеты сухими тёмно-бурыми влагалищами отмерших листьев, на верхушке вытянутыми в трубку. Весною клубнелуковица, прорывая влагалища, вытягивается в длину и развивает над поверхностью земли зелёные листья, а оплодотворённая завязь созревает, превращаясь в плод — коробочку.
При основании клубня находится почка, которая разрастается в побег текущего года; этот побег даёт начало клубню, цветущему следующею осенью, а старый клубень, вместе с вытянувшимся стеблем, после созревания плода к осени отмирает. Внизу на развивающемся и цветущем побеге находятся два недоразвитых листа (влагалища), а над ними скрыто несколько зелёных ещё недоразвитых листьев; в пазухе нижнего (первого) из них находится очень маленькая почка, развивающаяся в побег будущего года; стеблевое же колено между первым и вторым зелёным листом утолщается в клубень.
Цветок (большей частью один) развивается в пазухе верхнего листа, а верхушка побега отмирает. Околоцветник без пятен (а если слабо пятнистый, то пыльники жёлтые). Рыльце на одной стороне столбика, отчётливое. Столбики несколько утолщены. По принесении плодов весь цветший стебель высыхает, за исключением одного из нижних его колен (междоузлий), принявшего вид толстой шишки. Листья в числе трёх — четырёх, на коротком стебле, голые, мясистые, блестящие, удлинённо-ланцетные, длиной 25—40 см и 2—4 см шириной.
Цветки в числе одного — трёх, с простым сростнолепестным околоцветником. Отгиб околоцветника шестираздельный, воронковидно-колокольчатый, до 6 см длины. Трубка околоцветника трёхгранная, длиной 20—25 см, выступающая над поверхностью земли на 8—10 см, доли околоцветника лилово-розовые, эллиптические, тупые, внутри опушённые. Тычинок шесть, они супротивны долям околоцветника. Пестик с верхней трёхгнёздной завязью, скрытой в подземной части трубки околоцветника; столбики в числе трёх, равные по длине тычинкам, свободные, нитевидные, оканчивающиеся утолщёнными и отогнутыми наружу рыльцами. Цветёт в августе — сентябре; во время цветения растение не имеет листьев.
Плод — яйцевидно-продолговатая, заострённая трёхгнёздная, многосемянная коробочка, 3—4 (5) см длины, раскрывающаяся по перегородкам до середины. Семена тёмно-коричневые, почти шаровидные, около 2,5 мм в диаметре, с белым мясистым присемянником. Оплодотворённая завязь зимует и развивается под землёй. Весной следующего года коробочка одновременно с листьями выносится на поверхность почвы. Семена созревают в июне, после чего надземная часть растения отмирает и безвременник до цветения находится в состоянии видимого покоя. К этому времени происходит образование новой дочерней клубнелуковицы и отмирание старой материнской клубнелуковицы. Обычно бывает одна — две дочерних клубнелуковицы, реже больше.

## Значение и применение

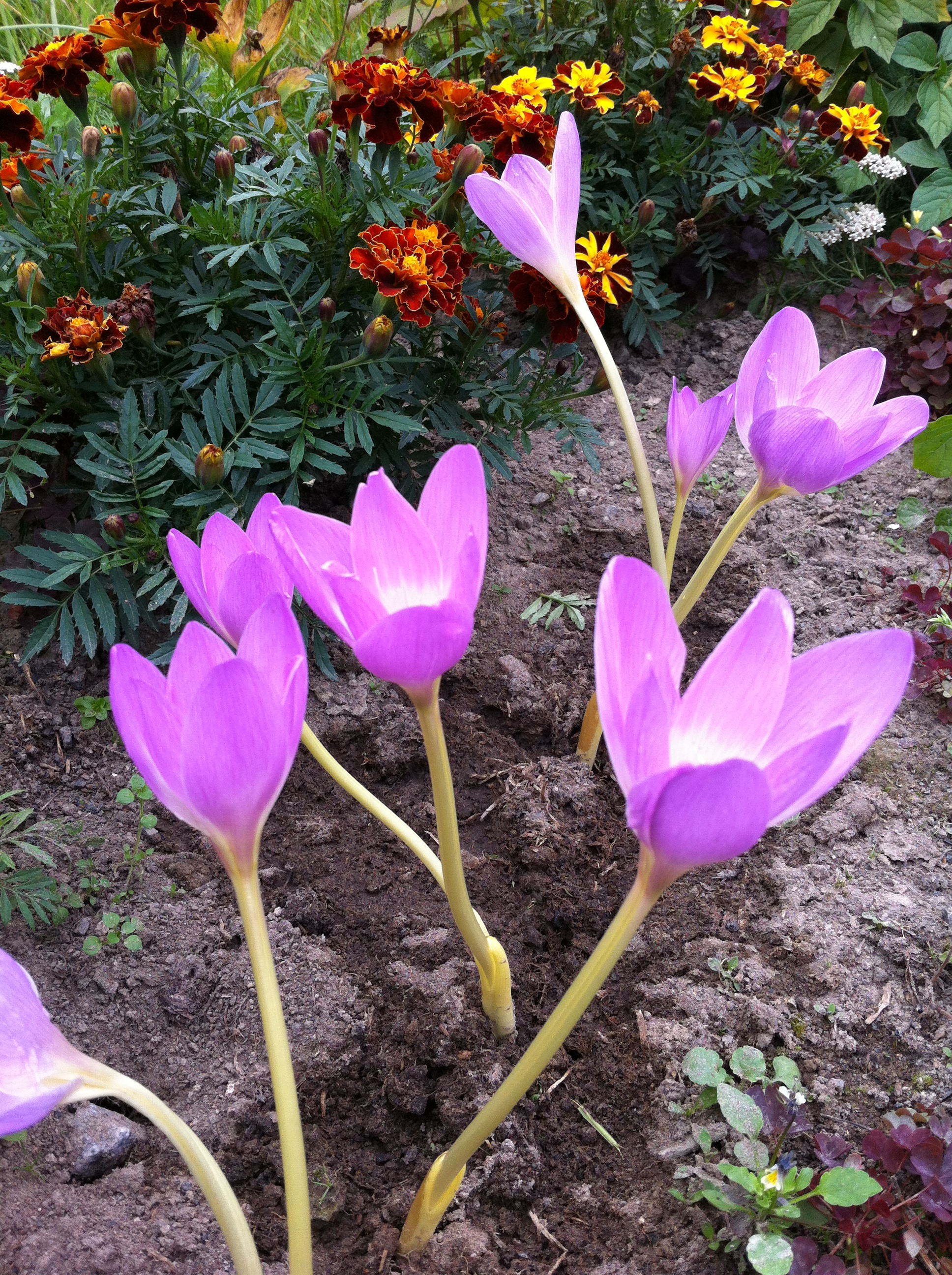
Безвременник осенний, Россия, Ленинградская область. На заднем плане — бархатцы (лат. Tagétes)

Луковицы и семена, а в меньшей мере и цветки дикорастущего безвременника осеннего используются для медицинских целей, в частности, как лекарство от лейкемии, послеинфекционного нефрита, астмы; экстракт семян — острого и рецидивирующего перикардита; колхицин — для лечения подагры.
Исходя из способности колхицина подавлять деление клеток, изучали противоопухолевое действие ряда алкалоидов, выделенных из безвременника осеннего. В эксперименте на моделях злокачественных опухолей колхицин оказался малоактивным, по-видимому, из-за близости токсической и терапевтической доз. В больших дозах колхицин вызывает угнетение общего состояния животных, изменения ткани кроветворных органов, в результате чего развивается лейкопения. Обнаруживаются также желудочно-кишечные расстройства (диарея). Колхицин в эксперименте на мышах и кроликах обладает абортивным действием.
Колхицин используется для исследований полиплоидии у растений благодаря способности влиять на хромосомный аппарат ядра клетки прорастающих семян.
В Греции и Германии, а также — в виде эксперимента — во Франции и Индонезии выращивается искусственно, как лекарственное сырьё.
Широко культивируется как декоративное растение, примечательное своим поздним цветением, когда в садах и парках уже почти не остаётся ярких цветущих растений. В связи с этим интродуцирован почти повсюду в мире в зоне умеренного климата. Следует, однако, помнить, что все части растения, особенно повреждённые луковицы — ядовиты, и обращаться с ними цветоводам следует с осторожностью, работая обязательно в перчатках.

## Таксономия
Colchicum autumnale L., Sp. Pl. 1: 341. 1753.

### Синонимы
На основе данных Королевского ботанического сада Эдинбурга
- Colchicum bisignanii Ten. ex Janka
- Colchicum bulgaricum Velen.
- Colchicum commune Neck.
- Colchicum haynaldii Heuff.
- Colchicum multiflorum Brot.
- Colchicum pannonicum Griseb. & Schenk
- Colchicum polyanthon Ker Gawl.
- Colchicum praecox Spenn.
- Colchicum transsilvanicum Schur
- Colchicum vernale Hoffm.
- Colchicum vernum Kunth
- Colchicum vranjanum Adamović ex Stef.